# لي يون يول
لي يون يول (بالكورية: 이윤열)‏‏ (20 نوفمبر 1984 في غومي - ) لاعب رياضة إلكترونية، وشخصية أعمال من كوريا الجنوبية.